# Georg Czarth
Georg Czarth, ou Jiří Čart (également Georg Zarth, Czard, Szarth, Tzarth, ou Zardt, Schardt en allemand), né le 8 avril 1708 à Hochtánov (Hochtann) près de Havlíčkův Brod dans le Royaume de Bohême et mort après 1780 à Mannheim, est un violoniste, flûtiste et compositeur de musique classique bohémien dont la carrière s'est déroulée principalement en Allemagne.

## Biographie

### Formation
Georg Czarth reçoit ses premières leçons de musique à Deutschbrod chez le cantor Lukas Lorenz, qui fut également l'un des premiers professeurs de Johann Stamitz. 
En 1725, il se rend à Vienne via Prague et reçoit des leçons de violon des musiciens de la cour impériale Franz Josef Timmer († 1731) et Johann Otto Rosetter (1690-1752), ainsi que des leçons de flûte de Biarelli,.

### Carrière
En 1728, Georg Czarth est engagé comme violoniste à la cour du comte Pachta à Rajov mais il quitte ce poste en 1729 pour se rendre en compagnie de Franz Benda (František Benda) en Pologne où ils entrent tous deux au service du staroste Suchaczewski,, et font partie d'un petit orchestre d'environ neuf musiciens. En 1732 ou 1733, ils rejoignent tous deux la chapelle du roi de Pologne, la "Pohlnische Cammer Musique" à Varsovie,,.
En 1734, à la suite de la mort d'Auguste II, prince-électeur de Saxe et roi de Pologne, et de la dissolution de la chapelle polonaise, Czarth et Benda entrent au service du prince héritier Frédéric de Prusse, à Ruppin, et un an plus tard à Rheinsberg. Czarth suit son maître lors de son accession au trône royal en 1740 à Berlin, où il travaille jusqu'en 1758. Selon le musicologue Friedrich Wilhelm Marpurg, il fait alors partie des « plus célèbres maîtres de chapelle royaux ».
En 1758, son parcours commun avec Franz Benda prend fin lorsque Czarth devient premier violon de l'orchestre de la cour de Mannheim. Un document du calendrier de la cour de Mannheim indique pour lui un salaire de 800 florins en  1758, en plus des avantages habituels.
Czarth reste membre de l'orchestre de Mannheim jusqu'en 1778, année où la chapelle de la cour déménage à Munich et fusionne avec l'orchestre de la cour de Munich (la Münchener Hofkapelle) lorsque le prince-électeur Karl Theodor prend la succession du prince-électeur de Bavière Maximilien III Joseph, mort sans descendance, et devient Charles-Théodore de Bavière. Czarth ne suit pas Charles-Théodore et reste à Mannheim où il meurt peu de temps après bien que la date de sa mort ne soit pas connue.
Leopold Mozart mentionne une rencontre avec Czarth dans ses notes de voyage.

## Œuvre
La plupart des compositions de Czarth ont été écrites à l'époque où il était au service de Frédéric de Prusse.
Il a composé plusieurs symphonies, toutes considérées comme perdues, plusieurs concertos pour violon et flûte, un concerto pour flûte, basson et cordes, ainsi que des sonates en solo et en trio pour différentes formations.
Outre les œuvres susmentionnées, il fit graver en 1753 à Paris six solos de flûte et six solos de violon sur cuivre, sur la page de titre desquels son nom est indiqué par "Zart".